# سارة جونز (مصارعة الهواة)
سارة جونز (بالإنجليزية: Sarah Jones)‏ هي مصارعة الهواة بريطانية، ولدت في 3 أبريل 1983 في إدنبرة في المملكة المتحدة.

## وصلات خارجية
- سارة جونز على موقع قاعدة بيانات المصارعة الدولية (الإنجليزية)